# Kaspijsk
Kaspijsk (russisk: Каспийск, tr. Kaspijsk) er en by i den sydrussiske republik Dagestan med 129.833 (2024) indbyggere, beliggende ved det Kaspiske Havs vestkyst, ca. 18 km sydøst for republikkens hovedstad Makhatsjkala.
Den 9. maj 2002 blev byen rystet af et terrorangreb mod en parade, der blev holdt i anledning af 57-årsdagen for Sovjetunionens sejr i 2. verdenskrig. Ved terrorangrebet blev 44 personer dræbt, herunder 19 soldater og mindste 12 børn og 133 såret i eksplosionen.

## Erhverv
I Kaspijsk findes maskinfabrikken "Dagdizel" (russisk: Дагдизель), der blev oprettet i 1932. Dagdizel tegner sig for en fjerdedel af den industrielle produktion og en fjerdedel af skatteindtægterne fra industrien i Dagestan. Fabrikken har 2.400 ansatte.
Den russiske sværvægtsbokser Sultan Ibragimov stammer fra Kaspijsk.